# Monte Perdido

Monte Perdido nhìn từ vườn quốc gia Ordesa y Monte Perdido.

Monte Perdido (tiếng Tây Ban Nha; Mont Perdu trong tiếng Pháp Tiếng Pháp; Mont Perdito trong tiếng Aragon, có nghĩa là ngọn núi bị mất) là ngọn núi cao thứ ba ở Pyrénées. Đỉnh của Monte Perdido (3355 m), nằm ở Tây Ban Nha, và phần khuất ở Pháp. Ngọn núi hình thành các phần của Monte Perdido Range và nằm ở vườn quốc gia Ordesa y Monte Perdido, phía tây Pyrenees, Aragon, Tây Ban Nha.